# Dziedzice (Gran Polonia)
Dziedzice [pronunciación en polaco: /d͡ʑɛˈd͡ʑitsɛ/] es un pueblo en el distrito administrativo de Gmina Lądek, dentro del Distrito de Słupca, Voivodato de Gran Polonia, en el centro-oeste Polonia. Se encuentra aproximadamente 6 kilómetros al oeste de Lądek, 8 kilómetros al sur de Słupca, y 67 kilómetros al este de la capital regional, Poznań.